# Metalhead
Metalhead (ortografiat cu majuscule, i.e. METALHEAD) este o organizație și website din România care are ca scop promovarea trupelor românești dar și străine de rock și heavy metal. A fost fondată în 2004 de către Emil Ionescu, cel care a fondat în 2012 și iaBilet.ro, cel mai mare site de vânzare de bilete din România (conform datelor ANAF dintre 2019 și 2024).

## Istoric
METALHEAD a fost înființată în anul 2004 la data de 3 august de către antreprenorul Emil Ionescu (fondator) și al iabilet.ro, site-ul lider în ticketing (vânzare de bilete) în România dar și al BestMusic Live, cel mai mare organizator de concerte din România - conform bilanțurilor ANAF 2022 pe CAEN 9002), și și-a lansat un website cu același nume, www.metalhead.ro iar apoi a trecut la organizarea de evenimente cu trupe locale dar și din străinătate. Primele concerte au avut loc în cluburile bucureștene Underworld apoi în Viking și Utopia (ambele pe Calea Victoriei la acea vreme). Primul concert organizat a avut loc la data de 31 august 2004 cu bucureștenii de la Trooper. În 2006, METALHEAD a organizat primele concerte de anvergură la Arenele Romane cu Deftones și Obituary alături de companiile Bring The Noise și Rock Your Mind. 
În toamna lui 2006, New Century Holdings (NCH), unul dintre cele mai mari grupuri de investiții din România, a semnat un contract cu METALHEAD cu scopul principal de a investi și de a extinde activitatea și brandul acesteia. 
În 2007 a fost lansat înca un proiect marcă METALHEAD, mai precis METALHEADTV.com, prima televiziune cu adevărat online din România. METALHEADTV oferă emisiuni care constau în filmări și interviuri video de la concerte și evenimente, adunând până în prezent peste 116 emisiuni.
În 2008 a fost lansat un nou proiect, ROCKTUBE, o nișă dedicată distribuirii de videoclipuri (i.e. video sharing) creată în special pentru ascultătorii de rock și de metal. În septembrie 2010 ROCKTUBE atinge pentru prima dată pragul 10.000 de vizitatori pe zi.
În prezent, METALHEAD.ro are 350.000 de cititori lunari, situându-se astfel pe primul loc în Europa conform trafic.ro Arhivat în 20 februarie 2009, la Wayback Machine. și alexa.com Arhivat în 9 august 2009, la Wayback Machine.

### Evenimente organizate
Până în 2024, în cei 20 de ani de activitate, METALHEAD a organizat peste 2000 de evenimente rock și metal cu nume precum Iron Maiden, Slipknot, Deep Purple, Parkway Drive, Megadeth, Hollywood Vampires, Pantera, Deftones, Disturbed, Godsmack, Slayer, Gojira, Arch Enemy, Insomnium, Uriah Heep, Whitesnake, Garbage, Billy Corgan, Behemoth, Nightwish, Cannibal Corpse, Powerwolf, Anti-Flag, Papa Roach, Stone Sour, Anathema, Satyricon, Hipocrisy, Lake Of Tears, Obituary, Napalm Death, Rotting Christ, Sepultura, Watain, Moonspell, Sabaton, Accept, Primordial, Sonata Arctica, Amon Amarth, Delain, Last Hope, Agnostic Front, Dragonforce, Amorphis, Death, Ensiferum, Fleshgod Apocalypse, Evanescence, Delain, Apocalyptica, Asking Alexandria, Solstafir, Cradle Of Filth, Lacuna Coil, Kreator, Annihilator, Dark Transquillity, Arkona, Dead Kennedys, Hollywood Undead, Joe Satriani, Soilwork, Bullet For My Valentine, Evergrey și multi alții. (conform paginii lor de Facebook).